# Klubi Sportiv Skënderbeu 2014-2015

## Rosa
| N. |                    | Ruolo | Calciatore                  |
| -- | ------------------ | ----- | --------------------------- |
| 1  | Albania (bandiera) | P     | Orges Shehi (vice-capitano) |
| 3  | Albania (bandiera) | D     | Renato Arapi                |
| 4  | Albania (bandiera) | D     | Bruno Lulaj                 |
| 5  | Kosovo (bandiera)  | D     | Bajram Jashanica            |
| 7  | Albania (bandiera) | C     | Gerhard Progni              |
| 9  | Albania (bandiera) | C     | Enkel Alikaj                |
| 10 | Albania (bandiera) | C     | Bledi Shkëmbi (capitano)    |
| 11 | Brasile (bandiera) | A     | Dhiego Martins              |
| 12 | Albania (bandiera) | P     | Erjon Llapanji              |
| 14 | Albania (bandiera) | C     | Leonit Abazi                |
| 17 | Albania (bandiera) | D     | Tefik Osmani                |

| N. |                               | Ruolo | Calciatore      |
| -- | ----------------------------- | ----- | --------------- |
| 19 | Mali (bandiera)               | C     | Bakary Nimaga   |
| 20 | Brasile (bandiera)            | D     | Ademir          |
| 21 | Albania (bandiera)            | A     | Mario Kame      |
| 23 | Kosovo (bandiera)             | C     | Bernard Berisha |
| 27 | Albania (bandiera)            | C     | Liridon Latifi  |
| 29 | Albania (bandiera)            | A     | Fatjon Sefa     |
| 32 | Albania (bandiera)            | D     | Kristi Vangjeli |
| 33 | Croazia (bandiera)            | D     | Marko Radaš     |
| 77 | Macedonia del Nord (bandiera) | A     | Aco Stojkov     |
| 88 | Albania (bandiera)            | C     | Sabien Lilaj    |
| 99 | Nigeria (bandiera)            | A     | Peter Olayinka  |